# Dexter Leam Pondi
Dexter Leam Pondi (né en 1991 et mort le 10 novembre 2023 à l’âge de 32 ans) est un poney de race Connemara, avec une robe grise, qui a concouru en saut d'obstacles. Il est né chez Gilles Le Mouellic à Neulliac, en Bretagne.

## Palmarès marquant
- 2006: Champion d'Italie avec Filippo Bologni
- 2005: Vice Champion de France poneys Grand prix élite avec A Chambaud
- 2004: Médaille de bronze par équipe aux championnats d’Europe de Jaszkowo (Pologne)avec A Chambaud
- 2003: Champion de France poneys Grand prix élite avec A Chambaud
- 2002: Médaille d'argent aux championnats d'Europe poney, Lanaken (Belgique)avec A Chambaud
- 2000: Champion france grand prix élite avec A Chambaud
- 1998: 3e du championnat de France Minimes 4e catégorie en CSO avec Yoann Le Vot
- 1994: Champion suprême de la race au national Connemara de Poitiers

## Résultats

### Résultats de sa saison 1999/2000 avec Anna Chambaud
- 1er du CSIP de Madrid (Espagne)
- 2e du CSIP de Courlans (France)
- 3e du CSIP de Friedrichshafen (Allemagne)
- 1er du CSIP de Nichelino (Italie)
- 1er du championnat de France Grand Prix Elite en 2000
- 1er GP Saint Genest

### Résultats de sa saison 2001/2002 avec Alice Chambaud
- 4e du Grand Prix du CSIP d'Auvers (France)
- 2e du Grand Prix du CSIP de Corminboeuf (Suisse)
- 8e du Grand Prix du CSIP de Courlans (France)
- 1er du Grand Prix du CSIP de Marsens (Suisse)
- vice-champion des championnats d'Europe de Lanaken / Belgique (double sans-faute dans la Coupe des Nations) et par équipe

### Résultats de sa saison 2002/2003 avec Alice Chambaud
- 4e du Grand Prix de Barbizon
- 2e du CSIP de Moorsele (Belgique)
- 4e du CSIP de Corminboeuf (Suisse)
- 5e du CSIP du Touquet (France)
- 1er du Grand Prix du CSIP de Marsens (Suisse)
- champion de France Grand Prix Elite
- vainqueur des deux qualificatives pour la finale individuelle des championnats d’Europe de Necarne castle / Irlande du nord et 4e par équipe (double sans-faute dans la Coupe des Nations)
- 4e du CSIP d’Arezoo (Italie)
- 2e du CSIP de Moorsele (Belgique)
- 3e du CSIP de Liège (Belgique)
- Élu cheval Hermès de l’année 2003, catégorie sports équestres

### Résultats de sa saison 2003/2004 avec Alice Chambaud
- 3e du Grand Prix du CSIP de Bois le Roi (France)
- 4e de la Coupe des Nations du CSIOP de Freudenberg (Allemagne)
- 5e du championnat de France Grand Prix Elite
- Médaille de bronze par équipe aux championnats d’Europe de Jaszkowo / Pologne
- 7e du Grand Prix du CSIP de Liège (Belgique)
- 3e du Grand Prix du CSIOP de Vérone, 3e de la Coupe des Nations

### Résultats de sa saison 2004/2005 avec Alice Chambaud
- 7e du Grand Prix du CSIOP de Moorsele
- vice-champion de France de Grand Prix Elite
- participation aux championnats d’Europe de Pratoni del Vivaro (Italie) fin juillet 2005
- 6e du Grand Prix du CSIP de Bois le Roi (le 1er)
- 4e du Grand Prix du CSIOP de Vérone, 1er de la Coupe des Nations
- 6e du Grand Prix du CSIP de Bois le Roi (le 2nd)

### Résultats de sa saison 2005/2006 avec Filippo Bologni
- vainqueur des Grands Prix du CSIP de Cinzano (Italie) et du CSIOP d’Arezzo (Italie)
- 7e ex aequo de la finale individuelle des championnats d’Europe de Saumur et champion d’Italie

### Résultats de sa saison 2006/2007 avec Filippo Bologni
- 3e du Grand Prix du CSIOP de Fontainebleau
- 2e du Grand Prix du CSIP de Cogozzo
- vainqueur de la qualificative des championnats d’Europe de Freudenberg

Arrêté de sa carrière sportive en juillet 2007.

## Indices
IPO 164 (03), ISO 137 (03), BSO + 05 (0,77)

## Origines
Dexter Leam Pondi est un fils de l'étalon Leam Finnigan (né en 1974) et de la jument White Granite (née en 1974), par Marble (né en 1966).

## Reproduction
Dexter Leam Pondi est le père de 51 poulains indicés sur 103 en âge de l’être, dont 18 à au moins 125, et 11 à au moins 130. En 2010, il est 3e étalon poney, le 1er étalon privé et le 2e étalon Connemara le plus utilisé en France, avec plus de 100 juments saillies.